# Marie Victoire d'Arenberg
Marie Victoire Pauline d'Arenberg (Brussel, 26 oktober 1714 – Straatsburg, 13 april 1793) is een afstammeling van het Huis van Arenberg en markgravin van Baden-Baden door haar huwelijk met Auguste-Georges de Baden-Baden. Ze stond bekend om haar liefdadigheid en richtte verschillende religieuze orden op in het markgraafschap Baden-Baden, waar ze bekend stond als Maria Viktoria.

## Biografie
Marie-Victoire was de oudste dochter van Leopold-Philippe d'Arenberg en Maria Francesca Lodovica Pignatelli, zelf de dochter van Niccolò Pignatelli, hertog van Bisaccia, hertog van Monteleón, onderkoning van Sardinië en kleindochter van Ottone Enrico del Carretto, bevelhebber van het keizerlijke leger net als haar eigen vader.
Als oudste van zes kinderen was ze een van de slechts twee kinderen die hun ouders overleefden, samen met haar broer Charles Marie Raymond d'Arenberg, veldmaarschalk van het keizerlijke leger. Haar nicht Marie-Henriette de La Tour d'Auvergne was markiezin van Bergen-op-Zoom, echtgenote van Jean-Christian de Palatinat-Soulzbach, graaf palts van Palts-Soulzbach en moeder van de "laatste" keurvorst van Beieren, Charles-Théodore. Marie-Victoire was ook een jeugdvriendin van de toekomstige keizerin Maria Theresia. Aangezien de leden van het Huis van Arenberg prinsen waren van het Heilige Roomse Rijk, had ze het recht om het predicaat van Serene Hoogheid te dragen.
Marie-Victoire kreeg een streng katholieke opvoeding: als volwassene besteedde ze een groot deel van haar persoonlijke fortuin aan het oprichten van katholieke liefdadigheidsinstellingen. Ze was ook actief in de kinderzorg en de katholieke opvoeding van jonge vrouwen.
Op 7 december 1735 trouwde ze met markgraaf Auguste-Georges van Baden-Baden. Het jaar daarop werd ze lid in de Orde van het Sterrenkruis.
Auguste-Georges was de jongste zoon van Louis-Guillaume I van Baden en Sibylle van Saksen-Lauenburg. Hij was oorspronkelijk voorbestemd voor de Kerk, maar verliet zijn kerkelijke carrière in 1735.
Auguste-Georges was de broer van Louis-George, de regerende markgraaf van Baden. Toen zijn zwager in 1761 overleed, volgde de echtgenoot van Marie Victoire hem op als markgraaf, waardoor zij de belangrijkste vrouw aan het hof van Baden-Baden werd en de weduwe van Louis-Georges, Marie-Anne Josèphe van Beieren, zus van Maximiliaan III Jozef, keurvorst van Beieren, verving. Vanaf dat moment stond Marie Victoire in Duitsland bekend als Maria Viktoria.
De markgravin, die in haar vroege jeugd een goede opleiding in muziek en kunst had genoten, richtte een Augustijnenkoor voor vrouwen op in Rastatt (de hoofdstad van het prinsdom).
Haar man stierf in 1771 zonder erfgenamen na te laten. Het markgraafschap Baden-Baden viel toe aan Charles-Frédéric van Baden-Durlach, een neef van de protestantse Baden-Durlach lijn, uit het Huis van Zähringen, Maria Viktoria berooid en zonder thuis achterlatend.
Marie Victoire verliet Rastatt en vestigde zich in Ottersweier, waar ze een klooster stichtte. In het klooster leerde een school de meisjes alle vaardigheden die ze nodig zouden hebben als toekomstige moeders en leraressen. In 1767 liet ze het grootste deel van haar bezittingen na aan een stichting die bedoeld was om de school na haar dood te behouden.
Ze stierf op 78-jarige leeftijd in Straatsburg en werd samen met haar man begraven in de collegiale kerk van Baden-Baden.

## Eerbewijzen
14 september 1736: Nobele Dame in de Keizerlijke Orde van het Sterrenkruis, in opdracht van Wilhelmine-Amélie van Brunswijk-Lunebourg, Keizerin van het Heilige Roomse Rijk.

## Titels en predicaten
- 26 oktober 1714 - 7 december 1735 Hare Doorluchtige Hoogheid Prinses Marie Victoire d'Arenberg
- 7 december 1735 - 22 oktober 1761 Hare Doorluchtige Hoogheid Markgravin Auguste-Georges van Baden-Baden
- 22 oktober 1761 - 21 oktober 1771 Hare Doorluchtige Hoogheid de Markgravin van Baden-Baden
- 21 oktober 1771 - 13 april 1793 Hare Doorluchtige Hoogheid Douairière Margravin Baden